# Geovany Quenda
Geovany Tcherno Quenda (Bissau, 30 aprile 2007) è un calciatore portoghese, attaccante dello Sporting Lisbona.

## Biografia
Nato in Guinea-Bissau, da piccolo si è trasferito in Portogallo con la famiglia.

## Caratteristiche tecniche
Di ruolo ala, è ambidestro e abile nell'uno contro uno.

## Carriera

### Club
Cresciuto nello Sporting Lisbona, debutta in prima squadra il 3 agosto 2024 nella partita di supercoppa portoghese persa 4-3 contro il Porto in cui trova il gol del momentaneo 3-0. Da quella partita in poi il suo spazio in prima squadra aumenta.
Il 20 marzo 2025 viene comunicato il suo acquisto da parte del Chelsea, insieme al suo compagno Dário Essugo, per la cifra di 74 milioni di euro; il suo contratto parte dal 1º luglio 2026 mentre quello di Essugo dal 1º luglio seguente.

### Nazionale
Nell'agosto 2024 viene convocato per la prima volta in nazionale maggiore.

## Statistiche

### Presenze e reti nei club
Statistiche aggiornate al 7 gennaio 2025.
| Stagione        | Club             | Campionato      | Campionato | Campionato | Coppe nazionali | Coppe nazionali | Coppe nazionali | Coppe continentali | Coppe continentali | Coppe continentali | Supercoppe | Supercoppe | Supercoppe | Totale | Totale |
| Stagione        | Club             | Comp            | Pres       | Reti       | Comp            | Pres            | Reti            | Comp               | Pres               | Reti               | Comp       | Pres       | Reti       | Pres   | Reti   |
| --------------- | ---------------- | --------------- | ---------- | ---------- | --------------- | --------------- | --------------- | ------------------ | ------------------ | ------------------ | ---------- | ---------- | ---------- | ------ | ------ |
| 2024-2025       | Sporting Lisbona | PL              | 34         | 2          | TdP+TdL         | 6+3             | 0+0             | UCL                | 10                 | 0                  | SCO        | 1          | 1          | 54     | 3      |
| Totale Carriera | Totale Carriera  | Totale Carriera | 34         | 2          |                 | 9               | 0               |                    | 10                 | 0                  |            | 1          | 1          | 54     | 3      |

### Cronologia presenze e reti in nazionale
| Cronologia completa delle presenze e delle reti in nazionale ― Portogallo under 21 | Cronologia completa delle presenze e delle reti in nazionale ― Portogallo under 21 | Cronologia completa delle presenze e delle reti in nazionale ― Portogallo under 21 | Cronologia completa delle presenze e delle reti in nazionale ― Portogallo under 21 | Cronologia completa delle presenze e delle reti in nazionale ― Portogallo under 21 | Cronologia completa delle presenze e delle reti in nazionale ― Portogallo under 21 | Cronologia completa delle presenze e delle reti in nazionale ― Portogallo under 21 | Cronologia completa delle presenze e delle reti in nazionale ― Portogallo under 21 |
| Data                                                                               | Città                                                                              | In casa                                                                            | Risultato                                                                          | Ospiti                                                                             | Competizione                                                                       | Reti                                                                               | Note                                                                               |
| ---------------------------------------------------------------------------------- | ---------------------------------------------------------------------------------- | ---------------------------------------------------------------------------------- | ---------------------------------------------------------------------------------- | ---------------------------------------------------------------------------------- | ---------------------------------------------------------------------------------- | ---------------------------------------------------------------------------------- | ---------------------------------------------------------------------------------- |
| 11-10-2024                                                                         | Klaksvík                                                                           | Fær Øer under 21                                                                   | 1 – 3                                                                              | Portogallo under 21                                                                | Qual. Europeo Under-21 2025                                                        | -                                                                                  | 83’                                                                                |
| 15-10-2024                                                                         | Andorra la Vella                                                                   | Andorra under 21                                                                   | 1 – 2                                                                              | Portogallo under 21                                                                | Qual. Europeo Under-21 2025                                                        | -                                                                                  | 60’                                                                                |
| 15-11-2024                                                                         | Alverca do Ribatejo                                                                | Portogallo under 21                                                                | 3 – 3                                                                              | Ucraina under 21                                                                   | Amichevole                                                                         | -                                                                                  | 46’                                                                                |
| 11-6-2025                                                                          | Trenčín                                                                            | Portogallo under 21                                                                | 0 – 0                                                                              | Francia under 21                                                                   | Europeo Under-21 2025 - 1º turno                                                   | -                                                                                  | 60’                                                                                |
| 14-6-2025                                                                          | Trenčín                                                                            | Portogallo under 21                                                                | 5 – 0                                                                              | Polonia under 21                                                                   | Europeo Under-21 2025 - 1º turno                                                   | 2                                                                                  | 46’                                                                                |
| 17-6-2025                                                                          | Trenčín                                                                            | Georgia under 21                                                                   | 0 – 4                                                                              | Portogallo under 21                                                                | Europeo Under-21 2025 - 1º turno                                                   | 1                                                                                  | 82’                                                                                |
| 21-6-2025                                                                          | Žilina                                                                             | Portogallo under 21                                                                | 0 – 1                                                                              | Paesi Bassi under 21                                                               | Europeo Under-21 2025 - Quarti di finale                                           | -                                                                                  |                                                                                    |
| Totale                                                                             |                                                                                    | Presenze                                                                           | 7                                                                                  |                                                                                    | Reti                                                                               | 3                                                                                  |                                                                                    |

## Palmarès

### Club

#### Competizioni nazionali
- Campionato portoghese: 1

Sporting Lisbona: 2024-2025
- Coppa del Portogallo: 1

Sporting Lisbona: 2024-2025